# Pasałka
Pasałka (d. Toporek) – osada  wsi Toporów w Polsce, położona w województwie lubuskim, w powiecie świebodzińskim, w gminie Łagów.
W latach 1975–1998 osada położona była w województwie zielonogórskim.